# Tache de naissance
 (juillet 2025).

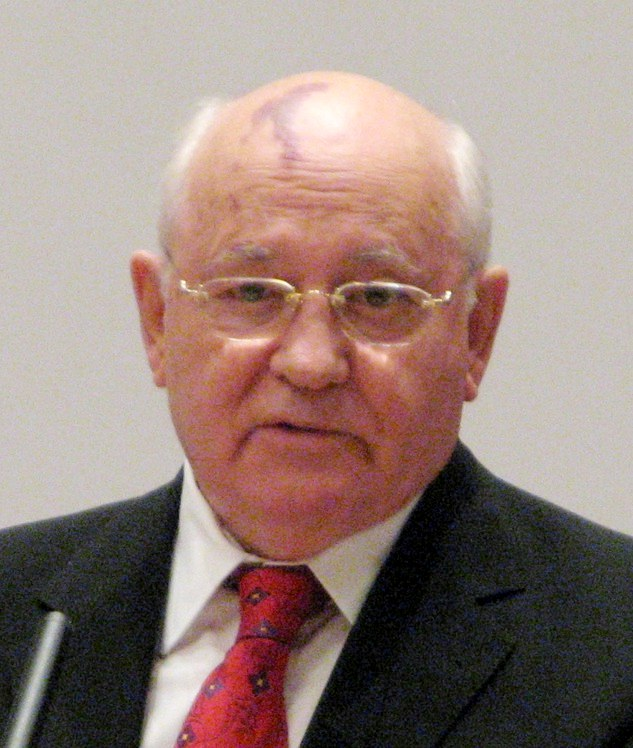
Mikhaïl Gorbatchev avec sa tache de naissance caractéristique.

Une tache de naissance est une irrégularité bénigne de la peau qui est présente au moment de la naissance ou apparaît peu après celle-ci, d'ordinaire pendant le premier mois. Elle peut se présenter n'importe où sur la peau.
Il peut s'agir de taches vasculaires résultant d'une prolifération des petits vaisseaux sanguins de la peau ou de taches pigmentaires résultant d'une prolifération des cellules pigmentaires.
Les taches de naissance les plus fréquentes sont les angiomes comme l'hémangiome (nommée communément « fraise »), l'angiome plan (ou « tache de vin ») et la tache angiomateuse bénigne (ou « tache saumonée »).
On distingue également les taches café au lait non morbides aussi appelées  « taches de girafe » ou « taches de la côte du Maine », et la tache mongoloïde ou tache bleue de la région lombo-sacrée des nourrissons d'origine asiatique, méditerranéenne ou africaine, une melanocytose dermique (ou mélanose dermique) congénitale.